# Šešovice
Šešovice je zaniklá vesnice, která se pravděpodobně nacházela na cestě z Prahy do Hrdlořez. Její lokace není známa.

## Historie
O vsi Šešovice pochází nejstarší písemná zpráva z roku 1325, kdy byla jejím vlastníkem vyšehradská kapitula.
Roku 1408 zdejší dvůr koupil měšťan Většího Města pražského Jan Mohelnice (Müglicz). O čtyři roky později prodal část svých statků - malou vinici, chmelnici a pusté městiště - Michalovi, vinaři z Libochovan. Janův syn Linhart dvůr prodal roku 1434 Janovi Rakovnickému z pražského Nového Města. Poté se majitelé často střídali. Roku 1463 koupil šešovický poplužní dvůr s tvrzí Mikuláš Věchtík ze Starého Města pražského a o rok později tento majetek prodal. V první polovině 16. století se držitelé vsi a dvora opět rychle střídali.
Roku 1553 ji od Jana Rašína z Rýzmburka koupilo Staré Město pro špitál svatého Pavla za Poříčskou branou. Tato kupní smlouva je poslední zprávou o později zaniklé vsi.